# مبنى نيويورك تايمز
مبنى صحيفة نيويورك تايمز هو ناطحة سحاب على الجانب الغربي من مانهاتن في مدينة نيويورك الذي تم الانتهاء منه في عام 2007. تمتلكها مجموعة نيويورك تايمز مالكه صحيفه نيويورك تايم وصحيفة بوسطن غلوب وأيضاً تمتلك انترناشيونال هيرالد تريبيون، وبدأت الصحيفة النقل إلى المقر الجديد في أوائل شهر يونيو من العام 2007، كان ذلك التاريخ لم تنتهي بعد كل الأعمال في المبنى. في 9 مارس 2009، وبسبب الأزمة المالية، اضطرت صحيفة نيويورك تايمز ببيع جزء من المبنى وذلك مقابل مبلغ 225 مليون دولار.
تم الإعلان عن المشروع في 13 ديسمبر 2001، وينطوي المشروع على تشييد برج مكون من 52 طابقاً على الجانب الشرقي من شارع الثامن بين 40 و 41 شارع على الجانب الآخر من هيئة ميناء نيويورك ومحطة حافلات نيو جرسي.

## المراجع

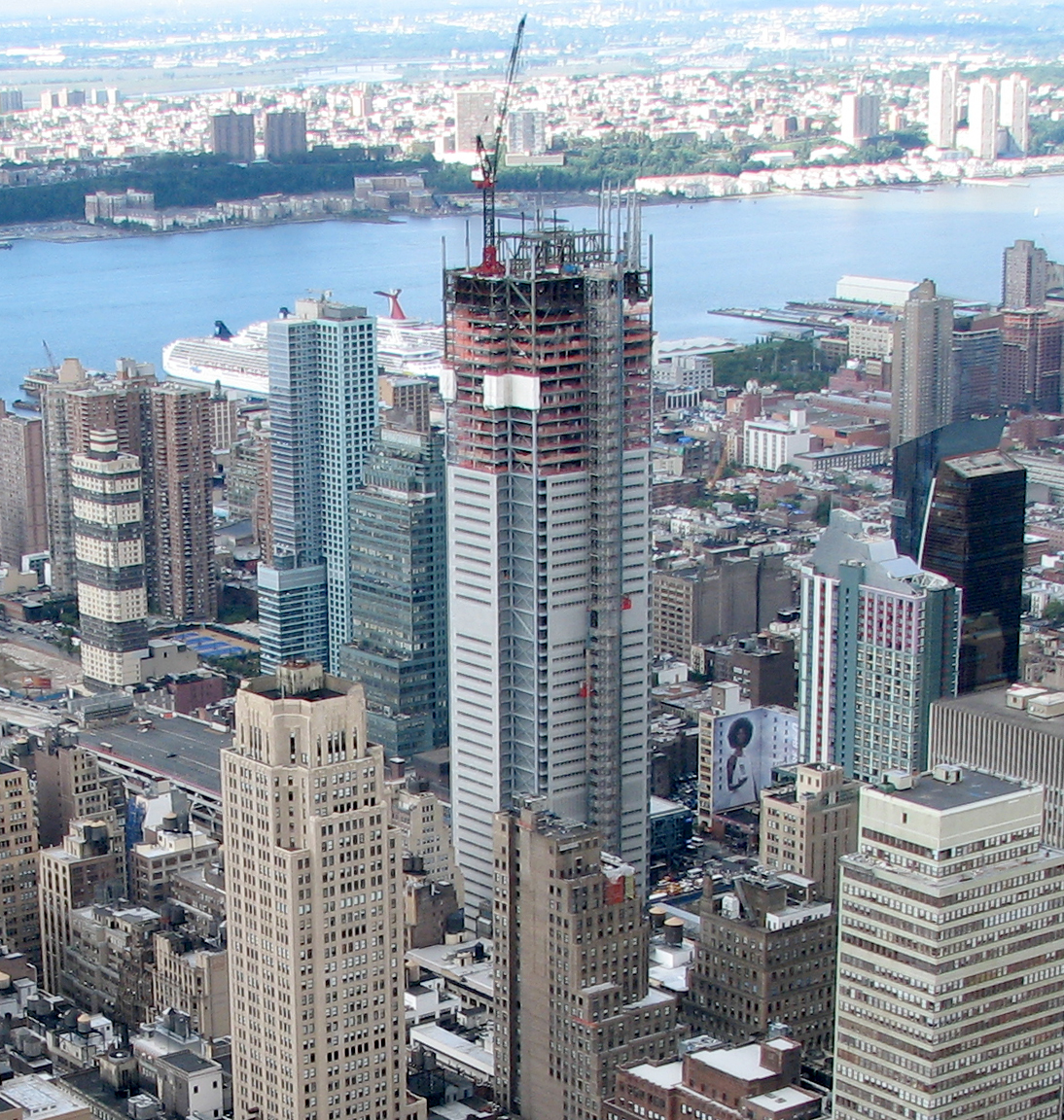
The building under construction in September 2006.

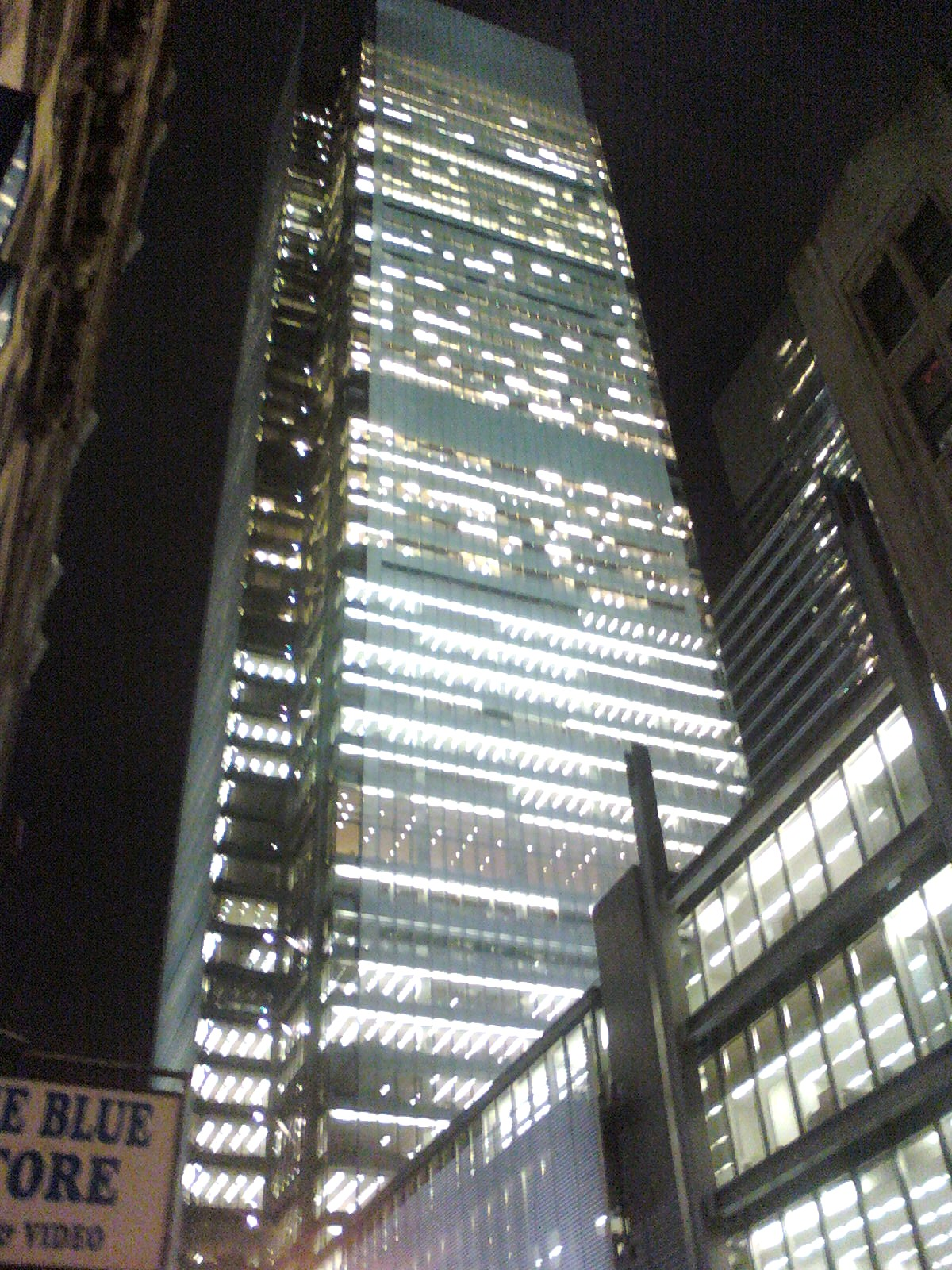
The New York Times Building at night, rear view

## اقرأ أيضا
- سلويس هاوس